# Joachim Kühn
Joachim Kühn, (Lipcse, 1944. március 15. –) német dzsesszzongorista.

## Pályafutása
Joachim Kühn Lipcsében született. Zenei csodagyerek volt. klasszikus zongorát és zeneszerzést tanult, koncertzongoristaként debütált Arthur Schmidt-Elseynél. Bátyja, Rolf Kühn klarinétos hatására kezdett érdeklődni a dzsessz iránt is.
1961-ben hivatásos dzsesszzenész lett. Saját, 1964-ben alapított triójával ő játszott elsőként free jazzt a Német Demokratikus Köztársaságban.
1966-ban Hamburgban telepedett le. Testvérével együtt játszott a Newport Jazz Festivalon. Jimmy Garrisonnal és Aldo Romano-val készített felvételeket az  Impulse! Records-nak.
Kühn 1968 óta nagyrészt Párizsban él. Dlgozott Don Cherryvel, Karl Bergerrel, Slide Hamptonnal, Phil Woodsszal, Michel Portallal, Barre Phillipsszel, Eje Thelinnal, Ray Lema-val, Hellmut Hattlerrel és Jean-Luc Pontyval. A Pierre Courbois's Association P.C. tagjaként az elektronikus billentyűzetek felé fordult. Az 1970-es évek második felében Kaliforniában lakokott, és csatlakozott a nyugati parti fúziós zenészekhez, Alphonse Mouzonnal, Billy Cobhammel, Michael Breckerrel és Eddie Gómezzel készített lemezeket.
Miután ismét Párizs közelében telepedett le, 1985-től egy akusztikus trióban játszott Jean-François Jenny-Clarkkal és Daniel Humairrel. 1996 nyarán csatlakozott két koncertre Ornette Colemanhez a veronai és a lipcsei fesztiválokon. 2015-ben Chris Jenningsszel és Eric Schaeferrel megalakította a New Joachim Kühn Triót.

## Szóló zongora
- Solos (1971)
- Solo Now (LP, 1976)
- Charisma (1977)
- Snow in the Desert (1980)
- United Nations (1981)
- Distance (1984)
- Situations (1988)
- Dynamics (1990)
- The Diminished Augmented System (1999)
- Piano Works I − Allegro Vivace (2005)
- Melodic Ornette Coleman: Piano Works XIII (2019)
- Touch the Light (2021)

## Zenekarvezető
- Gary Bartz, Lee Konitz, Jackie McLean and Charlie Mariano: Altissimo (1973)
- Zbigniew Namysłowski Quartet with Joachim Kühn: Live at Kosmos, Berlin (1965)
- The Rolf Kühn Group: The Day After (1972, featuring Phil Woods)
- The Rolf Kühn Group: Connection 74 (1974) featuring Randy Brecker
- Association Pierre Courbois and Jeremy Steig: Mama Kuku (Live; 1974)
- Zbigniew Seifert: Man of the Light (1976) with Cecil McBee, Billy Hart, and Jasper van 't Hof
- Larry Coryell – Catherine – Kühn: Live! (1980)
- Joe Henderson Collective: Black Narcissus (1976)
- Alan Silva: Seasons (1971)

## Fordítás
Ez a szócikk részben vagy egészben  a   Joachim Kühn című angol Wikipédia-szócikk ezen változatának fordításán alapul.  Az eredeti cikk szerkesztőit annak laptörténete sorolja fel. Ez a jelzés csupán a megfogalmazás eredetét és a szerzői jogokat jelzi, nem szolgál a cikkben szereplő információk forrásmegjelöléseként.